# Заморожений конфлікт
Заморожений конфлікт — це ситуація, коли активна збройна фаза конфлікту була припинена, але сам конфлікт не вирішується на задоволення учасників бойових дій.

## Походження терміна
Вираз «заморожений конфлікт» не зустрічається в публікаціях до середини ХХ століття. Вперше частково згадується у творі Вільфріда Ренделла під назвою «Герой як немовля» 1911 року, але «заморожений конфлікт» тоді не набув конкретного значення і не використовувався у державній практиці до кінця «холодної війни». Ряд держав після закінчення «холодної війни», назвали «замороженими конфліктами» чотири ситуації — Придністров'я в Молдові, Абхазію та Південну Осетію в Грузії та Нагірний Карабах в Азербайджані. Дехто з науковців вважає, що конфлікт на Донбасі теж може перерости у «заморожений конфлікт».

#### Суть поняття
«Заморожені конфлікти» трапляються в регіонах країн, які не контролюються центральною владою. Такі зони залишаються під юрисдикцією сепаратистів, які ведуть мирний діалог з державними чиновниками, намагаючись розширити можливості своїх урядів. Відсутність ненасильницьких рішень проблеми не призводить до більш широких збройних операцій, тим самим конфлікти приречені залишатися невирішеними.

## «Заморожені конфлікти» на пострадянському просторі
Заморожені конфлікти на територіях колишніх радянських республік є перепоною для встановлення міжнародних зв'язків у Східній Європі та Південному Кавказі. Через відсутність повного суверенітету над своїми провінціями такі країни, як Грузія та Молдова, не можуть проводити незалежну зовнішню політику. Всі вони знаходяться під контролем так званих «квазідержав», яким доручають запровадити політику, нав'язану Росією, оскільки Кремль забезпечує їх безпеку під час реалізації програм економічної допомоги. Розпад Радянського Союзу спричинив проблеми, пов'язані з визначенням кордонів деяких новоутворених республік.

#### Придністровський конфлікт
Придністров'я — частина території Молдови на лівому березі річки Дністер. Самопроголошена Придністровська Молдовська Республіка.
Причини конфлікту: Придністров'я виступили проти влади Кишинева через страх, який статус отримає в країні російське і російськомовне населення. Ескалація конфлікту з Придністров'ям розпочалась в 1989 році в Молдові було прийнято закон, який визначив офіційною румунську мову з латинським правописом. Кишинів робив кроки до того, щоб зробити румунську єдиною офіційною мовою в державі, і ставив собі за мету уніфікацію Молдови з Румунією. У відповідь на лівому березі Дністра була створена Придністровська Радянська Молдавська Республіка зі столицею в Бендерах, на боці якої виступала 14 гвардійська армія РФ.
Результат: Молдова втратила контроль над територією, але самопроголошена республіка залишилась міжнародно невизнаною і вважається частиною Молдови.

#### Грузино-абхазький конфлікт
Грузино-абхазький конфлікт 1992—1993 років — етнополітичний конфлікт на території колишнього СРСР і Кавказу. Приводом до початку війни було введення до Абхазії грузинських військ із метою збереження цілісності території. Росія допомагала абхазькій стороні військовою технікою та силою. Війна завершилась поразкою Грузії, що означало втрату контролю над регіоном. Внаслідок поразки грузинських військ Абхазію змушені були покинути близько 250 тисяч етнічних грузин. У травні 1994 року було підписано угоду про перемир'я, за якою формально закінчувалась війна, але угода не повернула мир і стабільність у регіон.

#### Російсько-грузинська війна
Російсько-грузинська війна — конфлікт між Росією і сепаратистськими угрупованнями Південної Осетії та Абхазії з одного боку та Грузії з іншого.
7 серпня 2008 року, після провокацій з боку Південної Осетії, Грузія провела артилерійський обстріл міста Цхінвалі і здійснила спробу його штурму. Це було формальним приводом для РФ втрутитись у конфлікт на боці південно-осетинських сепаратистів і ввести на територію Грузії свої війська, які бомбардували грузинські військові та цивільні об'єкти. Активні бойові дії припинилися 12 серпня, але російські війська залишалися на території Грузії до 16 серпня. Після війни РФ зміцнила контроль І визнала сепаратистську Абхазію та Північну Осетію, які проголосили себе «незалежними державами». Також їх визнали ще кілька лояльних Москві держав, такі як Венесуела, Нікарагуа.
США та ЄС не визнали Абхазію і Південну Осетію незалежними і вимагають від Москви поваги до територіальної цілісності і суверенітету Грузії.